# TT285
Le tombeau thébain TT 285 est situé à Dra Abou el-Naga, une partie de la nécropole thébaine, sur la rive ouest du Nil, en face de Louxor.
C'est le lieu de sépulture d'Iny, chef des magasins de Mout, qui a vécu pendant la période ramesside. 